# Tour du Lot-et-Garonne
Le Tour du Lot-et-Garonne est une course cycliste française disputée au mois d'avril dans le département de Lot-et-Garonne, en  Nouvelle-Aquitaine. Elle est organisée par le Cyclo Sport Casteljaloux. 

## Histoire
Trois premières éditions organisées par le VC Fumel ont eu lieu de 1953 à 1955. Après une interruption de plus de quarante ans, la course refait son apparition en 1996 au sein du calendrier national français. 
L'épreuve constitue une manche de la Coupe de France des clubs de DN2 en 2014,, 2015 et 2018,. Elle figure au programme de la Coupe de France des clubs de DN1 en 2016, et 2017,. En 2019, elle devient une épreuve réservée aux coureurs cadets.

## Palmarès
| Année     | Vainqueur           | Deuxième             | Troisième           |
| --------- | ------------------- | -------------------- | ------------------- |
| 1953      | André Lesca         | Jo Bianco            | Paul Pineau         |
| 1954      | Louis Barès         | Albert Dolhats       | Tino Sabbadini      |
| 1955      | Max Cohen           | Jacques Bianco       | Gabriel Gaudin      |
| 1956-1995 | non disputé         | non disputé          | non disputé         |
| 1996      | Dominique Péré      | Thierry Ferrer       | Alain Lagière       |
| 1997      | Igor Pavlov         | Gérard Guazzini      | Olivier Asmaker     |
| 1998      | Christophe Duplaa   | Pierrick Fédrigo     | Francis Roger       |
| 1999      | Bruno Thibout       | Michel Ambrosini     | Frédéric Nolla      |
| 2000      | Sławomir Pasterski  | Michel Ambrosini     | David Marié         |
| 2001      | Alain Saillour      | Stéphane Laborde     | Valery Titov        |
| 2002      | Sébastien Bordes    | Christophe Dupouey   | Igor Pavlov         |
| 2003      | Olivier Asmaker     | Arnaud Labbe         | Lionel Chatelas     |
| 2004      | Julien Costedoat    | Christophe Dupèbe    | François Parisien   |
| 2005      | Laurent Estadieu    | Mickaël Mallié       | Fabien Fraissignes  |
| 2006      | Blel Kadri          | Mathieu Geniez       | Wong Kam Po         |
| 2007      | Willy Perrocheau    | Gilles Canouet       | Romain Sdrigotti    |
| 2008      | Sylvain Blanquefort | Grzegorz Kwiatkowski | Nicolas Ferrand     |
| 2009      | Jean Mespoulède     | Sylvain Blanquefort  | Romain Sdrigotti    |
| 2010      | Thomas Lebas        | Carl Naibo           | Colin Menc Molina   |
| 2011      | Steven Garcin       | Yannick Marié        | Jean-Marc Maurin    |
| 2012      | Fabien Fraissignes  | Nicolas Ferrand      | Mickaël Larpe       |
| 2013      | Julien Loubet       | Pierre Cazaux        | Anthony Perez       |
| 2014      | Jérémy Maison       | Jérémy Fabio         | Adrien Guillonnet   |
| 2015      | Adrien Guillonnet   | Žydrūnas Savickas    | Kévin Le Cunff      |
| 2016      | Erwann Corbel       | Yoän Vérardo         | Flavien Maurelet    |
| 2017      | Mathieu Burgaudeau  | Adrien Garel         | Léo Danès           |
| 2018      | Alan Riou           | Julien Van Haverbeke | Mike Granger        |
| 2019      | Andréa Sanchez      | Valentin Barrère     | Julien Azile Lozach |
| 2020      | annulé              | annulé               | annulé              |